# رابرت کارسون (نویسنده)
رابرت کارسون (انگلیسی: Robert Carson؛ ۶ اکتبر ۱۹۰۹–۱۹ ژانویه ۱۹۸۳) یک فیلم‌نامه‌نویس و نویسنده اهل ایالات متحده آمریکا بود.

## فیلم‌شناسی
- ستاره‌ای متولد شده است، ۱۹۳۷. جایزه اسکار بهترین داستان، به همراه ویلیام ولمن. نامزد برای جایزه اسکار بهترین فیلم‌نامه اقتباسی, به همراه آلن کپل و دوروتی پارکر.
- Men with Wings, ۱۹۳۸
- بو ژست, ۱۹۳۹
- The Light That Failed, ۱۹۳۹
- وسترن یونیون, ۱۹۴۱
- از جان گذشتگان, 1943[۱]
- Once More, My Darling, ۱۹۴۹
- فقط برای تو, ۱۹۵۲
- Bundle of Joy, ۱۹۵۶